# Романівка (Сватівський район)
Романі́вка — село в Україні, у Білокуракинській селищній громаді Сватівського району Луганської області. Населення становить 153 особи.
Площа села 200 га.

## Історія
Село засноване у 1793 році.
Під час Голодомору 1932—1933 років за архівними даними в селі загинуло 155 осіб.

## Вулиці
У селі існують вулиці: Нова, Центральна.

## Транспорт
Село розташоване за 32 км від районного центру і за 23 км від залізничної станції Катран на лінії Валуйки — Кіндрашівська-Нова.

## Відомі люди
Уродженцю села Макаренко Тимофію Титовичу присвоєно звання Героя Радянського Союзу. Він здійснив подвиг 22 лютого 1944 року біля села Менуші Новгородської області. У бою загинула вся артилерійська обслуга. У живих залишився лише він, молодший сержант з харчоблоку. Він один продовжував вести вогонь по танках ворога з гармати до прибуття підкріплення. На його рахунок було записано й ті танки, що були підбиті полеглими вояками до нього. Після війни працював директором колгоспу. Був засуджений за самоуправство при знешкодженні банди в якій брали участь міліціонери та держслужбовці. Під час відлиги реабілітований. У сквері Білокуракиного на Алеї слави йому споруджено бюст.